# Museo Galileo
El Museo Galileo o antiguo  Istituto y Museo de Storia della Scienza (Instituto y Museo de historia de la ciencia) se encuentra en Florencia, Italia, en la Piazza dei Giudici, junto al río Arno. Está ubicado en el Palazzo Castellani, un edificio que era conocido como el d'Altafronte de Castello, y cuyos orígenes datan del siglo XI.
Posee una importante colección de instrumentos científicos, que evidencian el papel crucial que los Medici y los Grandes duques de Lorena ejercieron en la ciencia y en los científicos durante varios siglos.
El Museo di Storia della Scienza volvió a abrir sus puertas al público bajo el nuevo nombre de Museo Galileo el 10 de junio de 2010, después de permanecer cerrado durante dos años debido a importantes obras de remodelación y renovación. Fue inaugurado justo cuatrocientos años después de la publicación en marzo de 1610 del Sidereus Nuncius, el libro que revolucionó la concepción del universo.

## El Museo

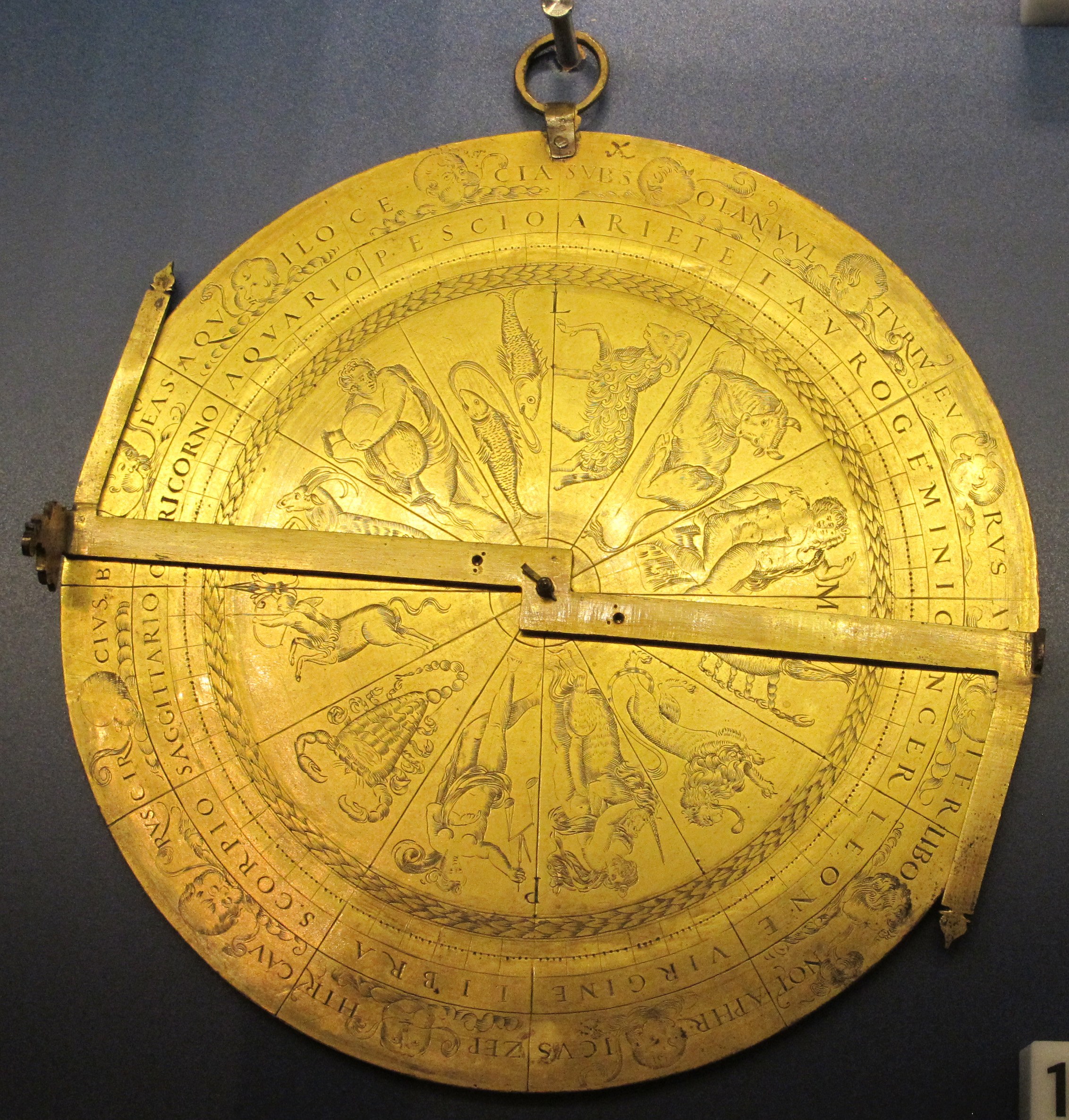
Astrolabio del (autor desconocido)

El Museo cuenta con los valiosos instrumentos científicos de las colecciones de los Medici, que primero fueron exhibidos en la Stanzino delle Matematiche (sala de las matemáticas) en los Uffizi. Posteriormente fueron trasladados al Museo di Fisica e Storia Naturale (Museo de Física e Historia Natural) fundado en 1775 por el duque Pedro Leopoldo de Lorena.
Durante el reinado de los grandes duques de Lorena, fueron agregados nuevos instrumentos a las colecciones científicas. En 1929, la primera exposición italiana de la historia de la ciencia en Florencia destacó la importancia de estas colecciones como parte del patrimonio cultural de Italia. En consecuencia, en 1930 la Universidad de Florencia dio a luz al Istituto di Storia della Scienza y al Museo adjunto. El Instituto tuvo su sede en el Palazzo Castellani, y se le confiaron las colecciones de instrumentos de las dinastías Medici y Lorena.
La exposición permanente está ordenada por criterios cronológicos y temáticos.

## La colección de los Medici
Nueve salas de la planta están dedicadas a las colecciones de los Medici, que datan del siglo XV hasta el siglo XVIII. La exposición permanente incluye todos los aparatos únicos de Galileo, entre los que destacan sus dos telescopios sextantes; los termómetros utilizados por los miembros de la Accademia del Cimento; y una extraordinaria colección de esferas armilares de gran tamaño.

## La colección de los Lorena
Nueve salas del segundo piso del edificio albergan los instrumentos y aparatos experimentales recopilados por la dinastía de los Lorena (siglo XVIII), que dan testimonio de la notable contribución de la Toscana y de Italia al progreso de campos de la física como la electricidad, el electromagnetismo y la química. Los objetos expuestos incluyen modelos en cera de obstetricia procedentes del del Hospital de Santa Maria Nuova, un gabinete de química del Gran Duque Pedro Leopoldo y las hermosas máquinas del taller del Museo di Fisica e Storia Naturale para ilustrar las leyes físicas fundamentales.

## Galería

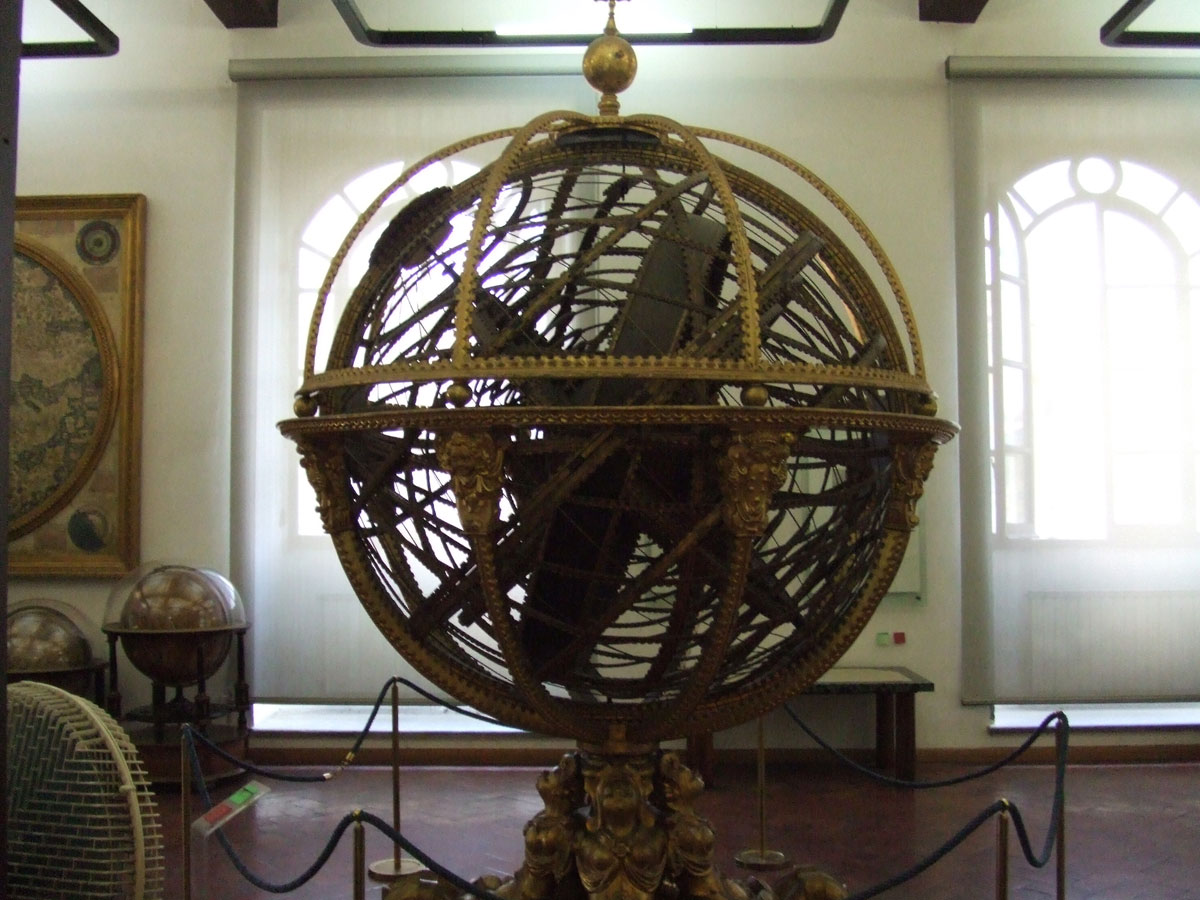
Esfera armilar de Santucci
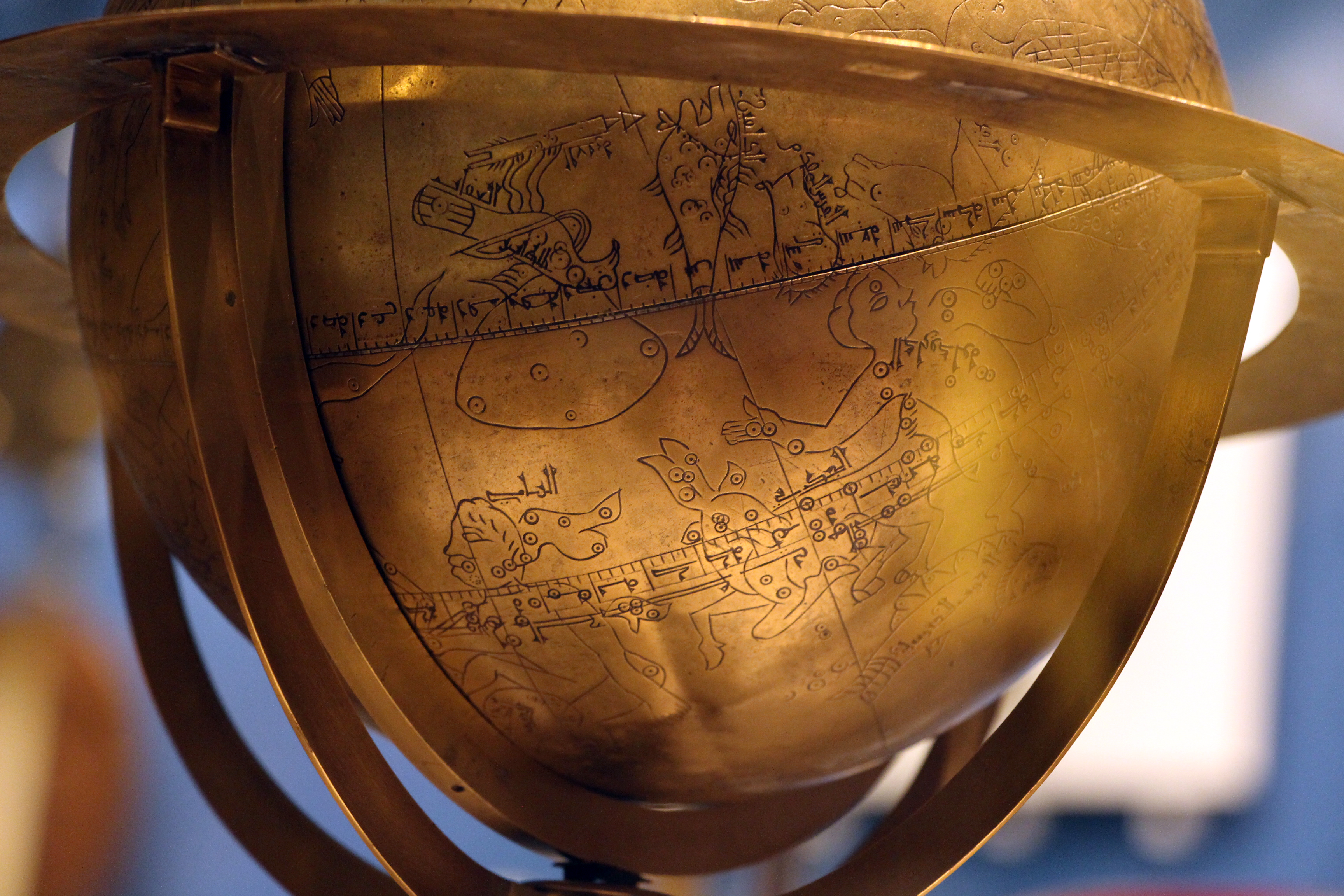
Globo celeste árabe, posiblemente el más antiguo del mundo
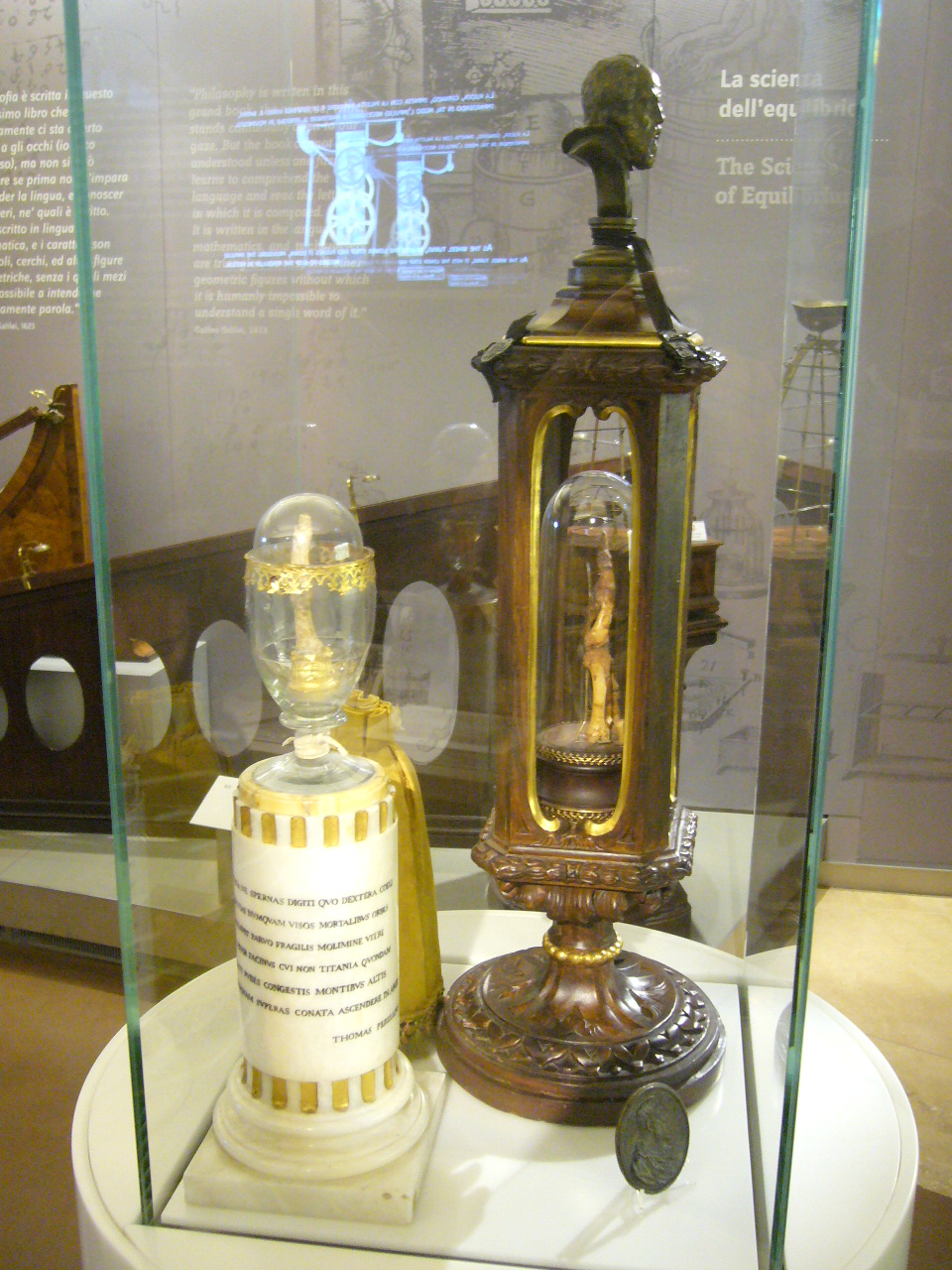
Dedo corazón de la mano derecha de Galileo
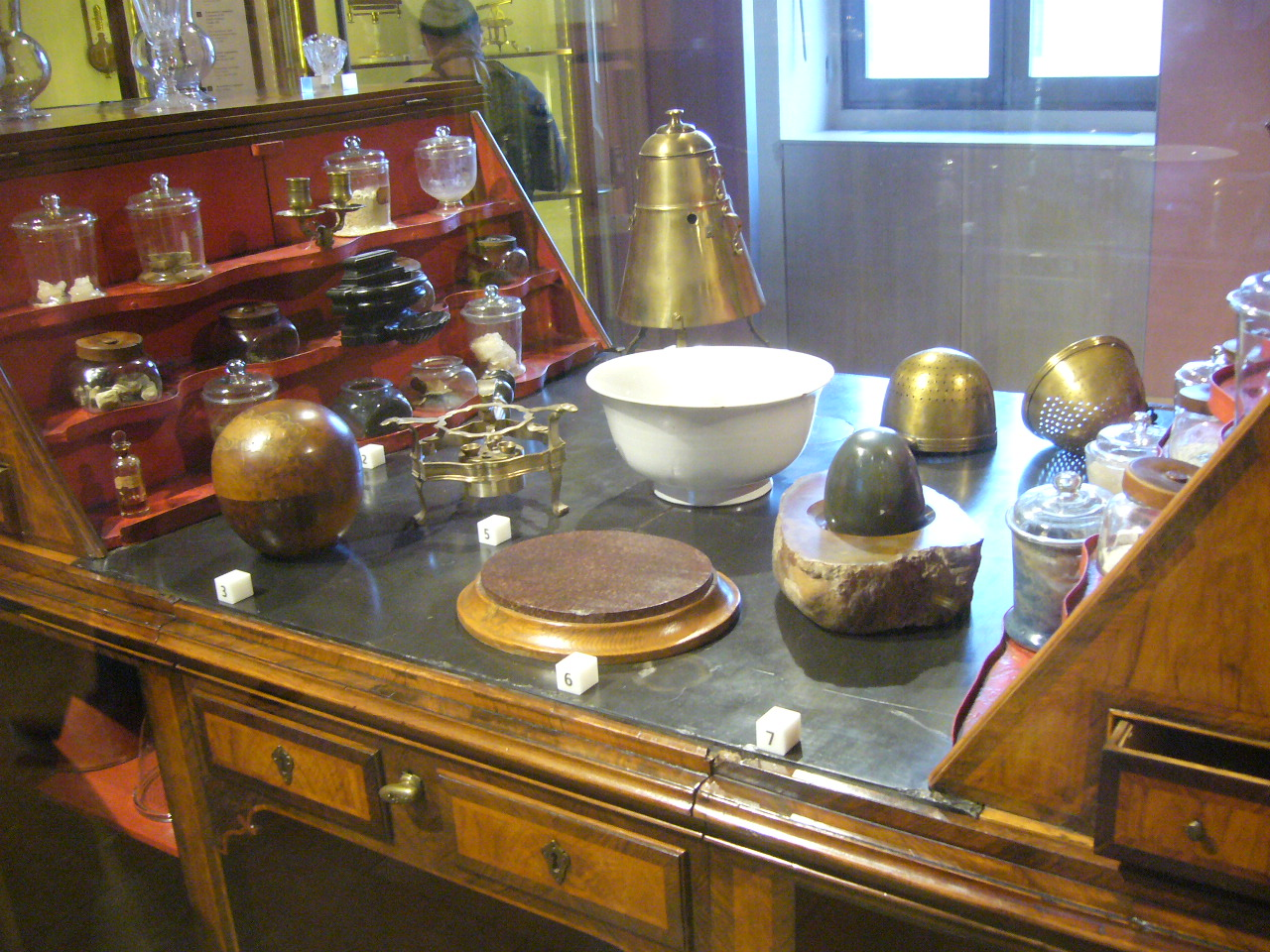
Gabinete de química
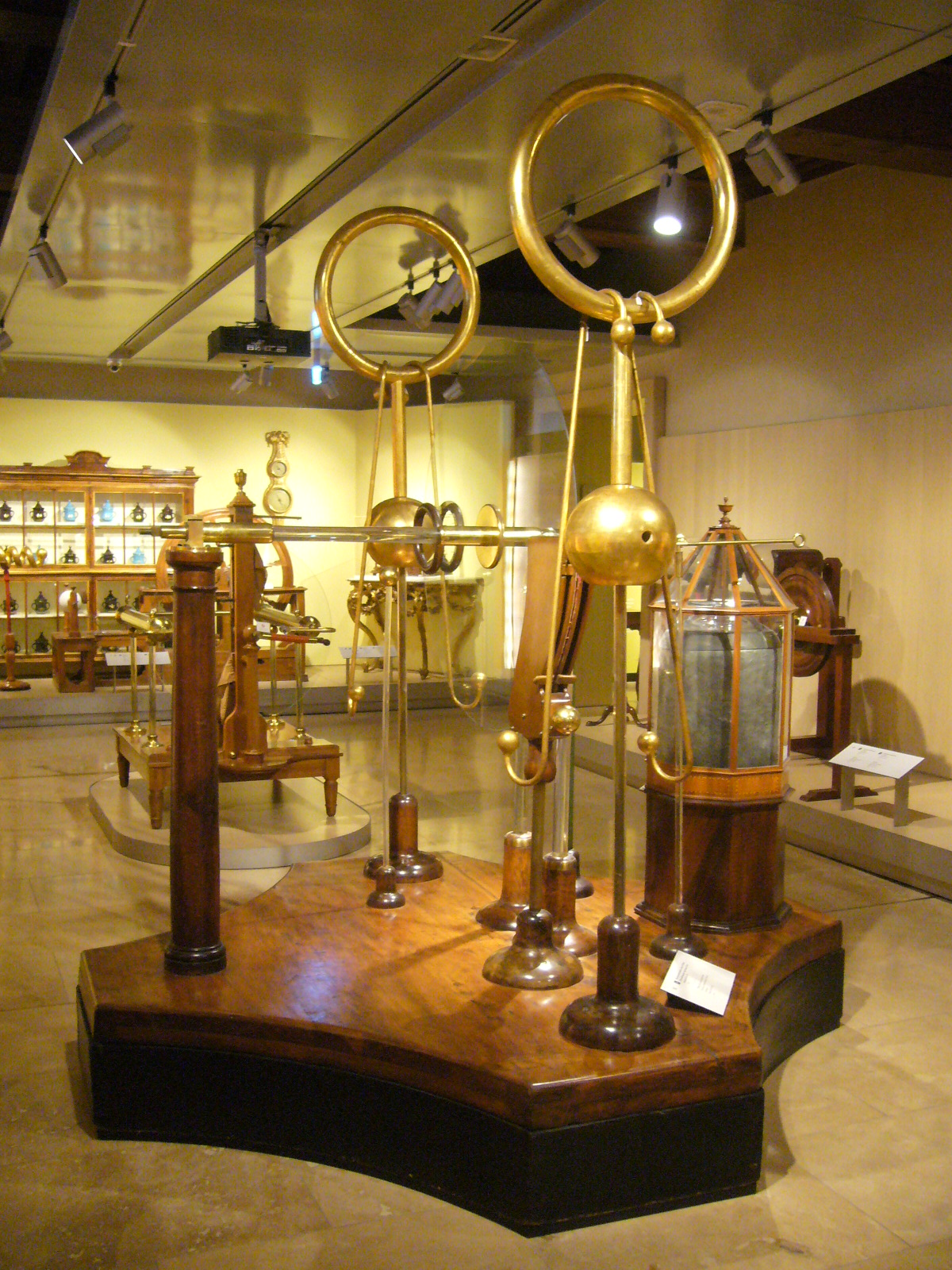
Gabinete de electricidad

## La biblioteca

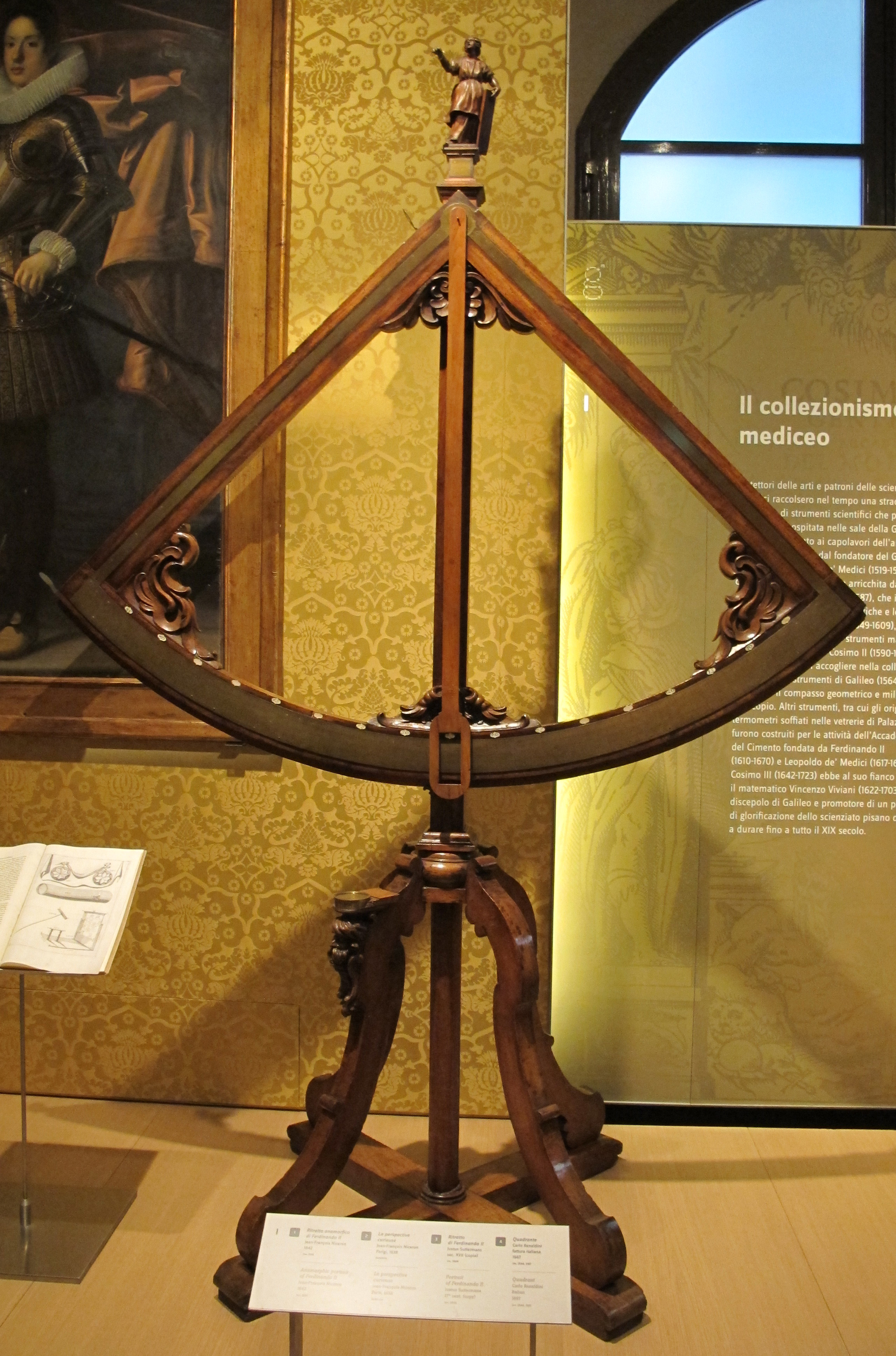
Cuadrante de 1667 (obra de Carlo Renaldini)

La biblioteca, que ha sido parte del Instituto desde su fundación, fue completamente remodelada en 2002, cuando se trasladó a la tercera planta del Palazzo Castellani. La nueva configuración arquitectónica recibió el premio Bibliocom Biblioteche en vetrina. Reúne unos 150.000 textos sobre la historia de la ciencia, y la colección de libros antiguos consta de casi 5.000 obras. Incluye la colección de los Medici-Lorena de libros científicos (sobre todo de física y matemáticas), reunidos por las dinastías toscanas durante más de cinco siglos. La biblioteca es también el hogar de varias colecciones de archivos datados entre el siglo XVIII y el XX; y un archivo fotográfico relacionado con la historia del Museo, colecciones, instrumentos antiguos y lugares de interés científico. La colección contemporánea incluye libros en italiano y en los principales idiomas europeos y tiene un crecimiento anual de aproximadamente 1.800 nuevas adquisiciones. El material que forma la biblioteca se puede localizar en un catálogo en línea.
Entre las actividades de la biblioteca figura la compilación de bibliografías (en particular, la bibliografía internacional de Galileo), y la catalogación de documentos relativos a la historia de la ciencia, aunque no formen parte de los fondos de la biblioteca.

## El Laboratorio Multimedia
Conscientes de la importancia creciente de la tecnologías de la información, el Museo Galileo inauguró su propio Laboratorio Multimedia en 1991. El laboratorio produce aplicaciones interactivas en línea o bien directamente, relacionadas con la difusión y documentación de las colecciones permanentes y las exposiciones temporales, y crea archivos digitales para la investigación histórica científica.